# Шаванн-сюр-Мудон
Шаванн-сюр-Мудон (фр. Chavannes-sur-Moudon) — громада  в Швейцарії в кантоні Во, округ Бруа-Вюлі.

## Географія
Громада розташована на відстані близько 60 км на південний захід від Берна, 20 км на північний схід від Лозанни.
Шаванн-сюр-Мудон має площу 5,2 км², з яких на 5,2% дозволяється будівництво (житлове та будівництво доріг), 75,1% використовуються в сільськогосподарських цілях, 19,6% зайнято лісами, 0% не є продуктивними (річки, льодовики або гори).

## Демографія
2019 року в громаді мешкало 210 осіб (+0,5% порівняно з 2010 роком), іноземців було 6,7%. Густота населення становила 41 осіб/км².
За віковим діапазоном населення розподілялося таким чином: 22,4% — особи молодші 20 років, 55,7% — особи у віці 20—64 років, 21,9% — особи у віці 65 років та старші. Було 85 помешкань (у середньому 2,5 особи в помешканні).
Із загальної кількості 64 працюючих 41 був зайнятий в первинному секторі, 8 — в обробній промисловості, 15 — в галузі послуг.